# 1882 ve fotografii

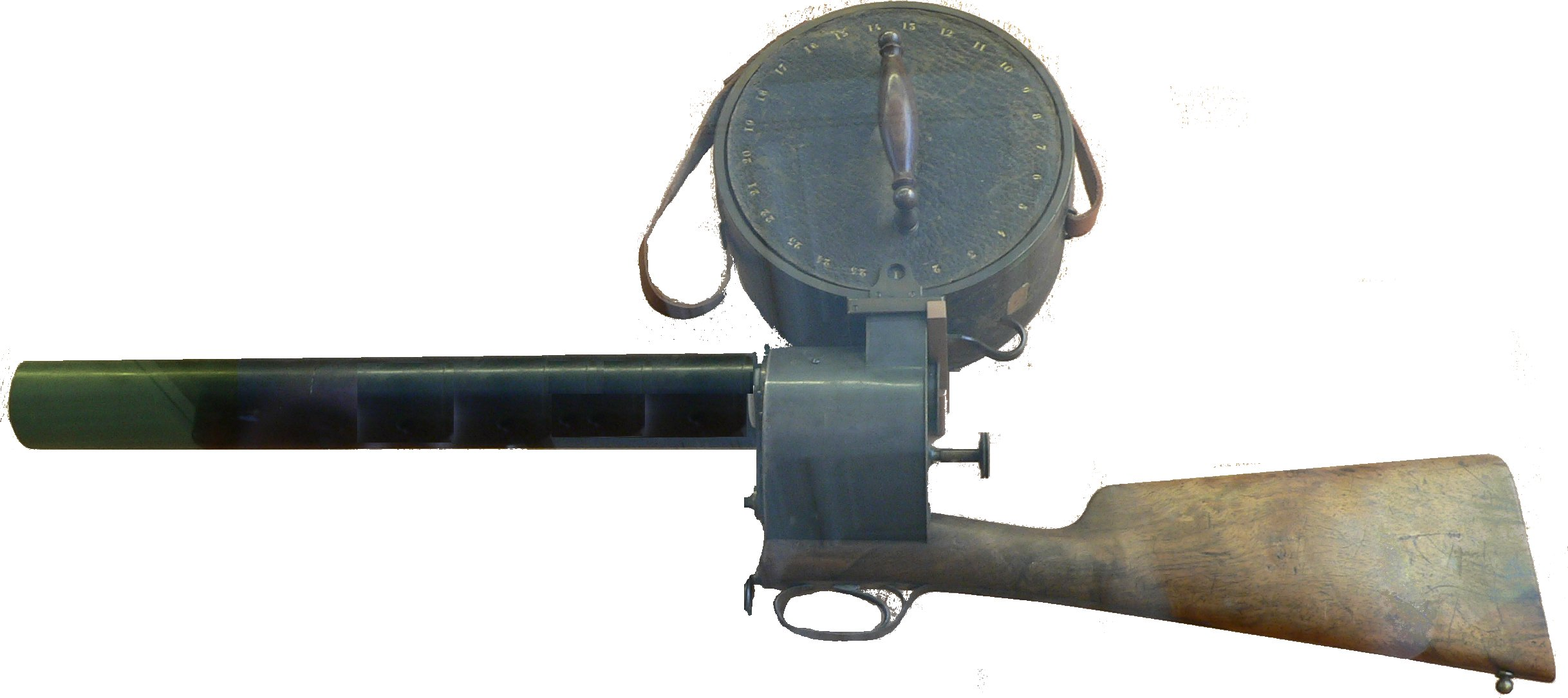
Mareyova fotografická puška z roku 1882

Tento článek obsahuje významné fotografické události v roce 1882.

## Události
- Edwards vynalezl štěrbinovou závěrku pro jedinou expoziční dobu.
- Étienne-Jules Marey vynalezl fotografickou pušku.

## Narození v roce 1882
- 29. května – Doris Ulmannová, americká fotografka († 28. srpna 1934)
- 11. června – Alvin Langdon Coburn, americký fotograf († 23. listopadu 1966)
- 21. června – Ja'akov Ben-Dov, izraelský fotograf a filmař († 7. března 1968)
- 1. října – Nikolaj Andrejev, ruský fotograf († 13. dubna 1947)
- 23. prosince – Jan van Dijk, nizozemský fotograf, expert na technickou fotografii († 24. května 1960)
- ? – Ricardo Martín, španělský fotograf († 1936)
- ? – Richard Throssel, americký fotograf indiánů († 10. června 1933)
- ? – Wayne Albee, americký piktorialistický fotograf († 1937)
- ? – Milton Manaki, balkánský fotograf († 1964)
- ? – Emil Liebich, bulharský fotograf rakouského původu († 1962)
- ? – Frank-Henri Jullien, švýcarský fotograf († ?) (18. srpna 1882 - 18. října 1938)
- ? – Aitaró Masuko, japonský fotograf († 1968)
- ? – Walther Dobbertin, německý fotograf († 12. ledna 1961)
- ? – Edwin Harleston, americký malíř a fotograf († ?) (14. března 1882 - 5. května 1931)
- ? – Maybelle Goodlanderová, americká komerční a portrétní fotografka se sídlem v Muncie, Indiana, spolupracovala se svou starší sestrou Maude Goodlanderovou (1882 – 25. října 1959)
- ? – Pearl Grace Loehrová, americká fotografka a umělecká pedagožka se sídlem v New Yorku, děti, portréty, prezidentka Ženské federace Americké asociace fotografů (1882 – asi 1944)
- ? – Hildur Larssonová, švédsko-finská portrétní a krajinářská fotografka Laponska (9. září 1882 – 3. května 1952)

## Úmrtí v roce 1882
- 4. ledna – John William Draper, americký vědec, filosof, lékař, historik a fotograf, autor jedné z nejstarších portrétních fotografií ženy na světě (* 5. května 1811)
- 14. ledna – Timothy H. O'Sullivan, americký fotograf (* 1840)
- 4. března – Louis Alphons Poitevin, francouzský fotograf a vynálezce (* 30. srpna 1819)
- 12. března – Thomas Martin Easterly, americký fotograf (* 3. října 1809)
- 17. března – Harald Andreas Nielsen, norský herec a fotograf (* 14. června 1831)
- 24. března – Bertall, francouzský karikaturista a fotograf (* 18. prosince 1820)
- 30. května – Carlo Naya, italský fotograf (* 2. srpna 1816)
- 26. června – Pietro Boyesen, dánský portrétní fotograf (* 20. května 1819)
- 30. června – Alberto Henschel, německo-brazilský fotograf (* 13. června 1827)
- 24. srpna – John Dillwyn Llewelyn, britský botanik a fotograf (* 12. ledna 1810)
- 3. října – Hans Krum, norský fotograf (* 15. února 1818)
- 20. listopadu – Henry Draper, americký fyzik, astronom, průkopník v oblasti astrofotografie a spektrografie (* 7. března 1837)
- 10. prosince – Alexandr Gardner, skotský a americký fotograf (* 17. října 1821)
- 26. prosince – Henri Le Secq, francouzský malíř a fotograf (* 18. srpna 1818)
- ? – Wilhelm Lundberg, finský fotograf (* 1842)
- ? – Johanna Ullricka Bergstrøm Skagenová, norská profesionální fotografka švédského původu, portréty v ateliéru (* 1839)
- ? – Désiré van Monckhoven, belgický chemik, vynálezce, fyzik a fotograf (25. září 1834 - 25. září 1882)
- ? – Giacomo Rossetti, italský malíř a fotograf (1807-1882)
- ? – Louis-Rémy Robert, francouzský fotograf (3. října 1810 - 13. ledna 1882)
- ? – Adolphe Dallemagne, francouzský malíř a fotograf (1. července 1811 - 25. května 1882)
- ? – Luis Léon Masson, francouzský fotograf (* 31. července 1825 – 4. dubna 1882)